# Vogelvlucht

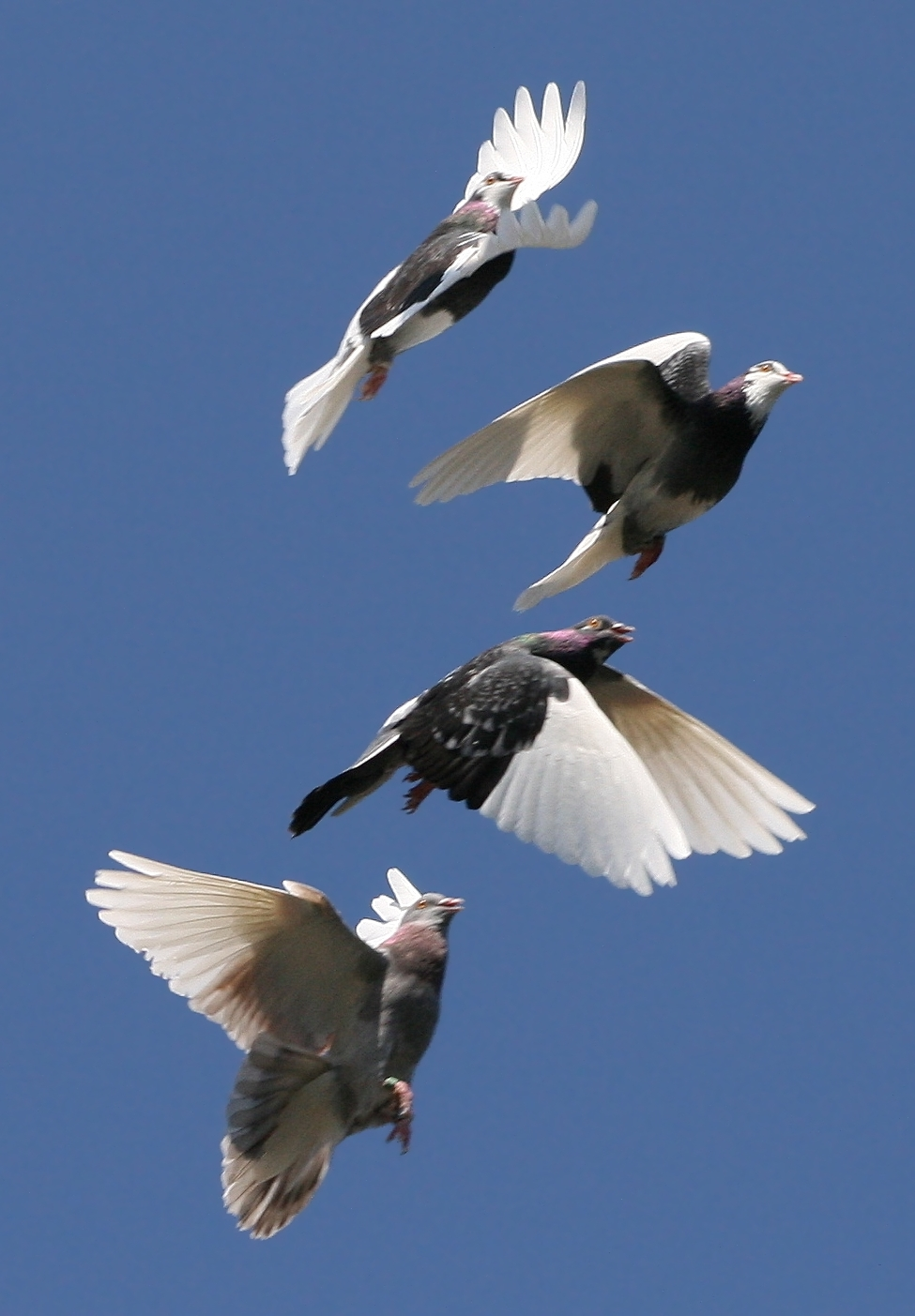
Vier opstijgende huisduiven in verschillende vluchtstadia

Vogelvlucht is de verzamelnaam voor de verschillende manieren waarop vogels zich voortbewegen door de lucht. Vliegen is voor veel vogels een centraal onderdeel van hun leefwijze. Het stelt ze in staat te foerageren, roofdieren te vermijden, voortplantingspartners te vinden en te migreren.
Vogelvlucht is een van de meest complexe vormen van voortbeweging in het dierenrijk. Het vliegen omvat verschillende aspecten, zoals zweven, bidden, opstijgen en landen, die elk specifieke bewegingen vereisen. In de loop van de evolutie hebben vogels een gespecialiseerde vleugelbouw en manieren van vlucht ontwikkeld, als aanpassing aan hun omgeving.

## Slagvlucht
Bij slagvlucht vliegt een vogel door onafgebroken met de vleugels te slaan. Onder andere zwanen en valken maken hier gebruik van. De vogel slaat de vleugels uitklappend naar voren en beneden. Dit wekt een liftkracht op vanuit de reactiekracht. De liftkracht is, doordat de voorrand van de hand en onderarm naar beneden gekanteld worden, schuin naar voren en boven gericht zodat de vogel behalve in de lucht gehouden ook voortgestuwd wordt. Bij de herstelslag wordt de vleugel wat ingeklapt en naar achteren en boven bewogen zodat de cyclus opnieuw kan beginnen. De vleugelpunt kan een ovaal beschrijven of een "8".
Het voornaamste deel van de vleugel bestaat uit lange slagpennen. Een reeks slagpennen is verbonden aan de vergroeiing van de tweede en derde vinger. Bij vogels ontbreekt de vierde en vijfde vinger; de eerste vinger werkt vaak als een soort neusschoep en vormt dan een bevederd voorvleugeltje, de alula. Een tweede reeks slagpennen is aan de ellepijp bevestigd. Kortere dekveren ondersteunen de slagpennen.
De meeste vogels kiezen het luchtruim door een enkele afzet van de achterpoten, die vaak veel langer zijn dan men op grond van de uiterlijke schijn zou vermoeden omdat alleen de voet buiten het vederdek uitsteekt. Grotere vogels kunnen ook een aanloop nemen. Bij het versnellen of vliegen op lage snelheid moet een hoge geïnduceerde weerstand worden overwonnen. Dat kost veel kracht en energie en de vogel maakt daartoe zeer grote vleugeluitslagen. Aan de hoge kam op het borstbeen bevindt zich daartoe een speciale spier die via een katrolsysteem in de schoudergordel in snelle frequentie de arm kan heffen. Voor de meeste vogels ligt tussen de dertig en vijftig kilometer per uur de kruissnelheid waarin ze de minste energie verbruiken. Dat geeft ze een veel grotere actieradius dan lopende landdieren. Het maakt ze ook mogelijk in de vogeltrek enorme afstanden af te leggen zodat ze kunnen kiezen op welk continent ze een bepaald seizoen willen doorbrengen. Bij het vliegen op de kruissnelheid moet de parasitaire weerstand zo laag mogelijk worden gehouden. Het lichaam wordt daartoe door het verenkleed fraai gestroomlijnd. Het ziet er zonder veren vaak heel anders uit, met veel langere nek en achterpoten en onder de huid zichtbare lussen van de lange luchtpijp die soms over de buik lopen.

### Bidden
Een speciale vorm van de slagvlucht is het bidden. Een vogel hangt dan, grote en snelle vleugeluitslagen makend, vrijwel stil in de lucht. Het is een methode waarin bepaalde roofvogelsoorten gespecialiseerd zijn. Door stil te hangen verschrikt de roofvogel de prooi niet, terwijl hij met zijn scherpe ogen de omgeving kan afspeuren op verdachte bewegingen of het ultravioletpatroon van urinesporen.
Het woord bidden is waarschijnlijk vertaald vanuit het Engels (the bird is preying). Dit betekent 'jagen op prooi'. Preying klinkt wanneer uitgesproken als praying wat biddend betekent in het Nederlands.

## Glijvlucht

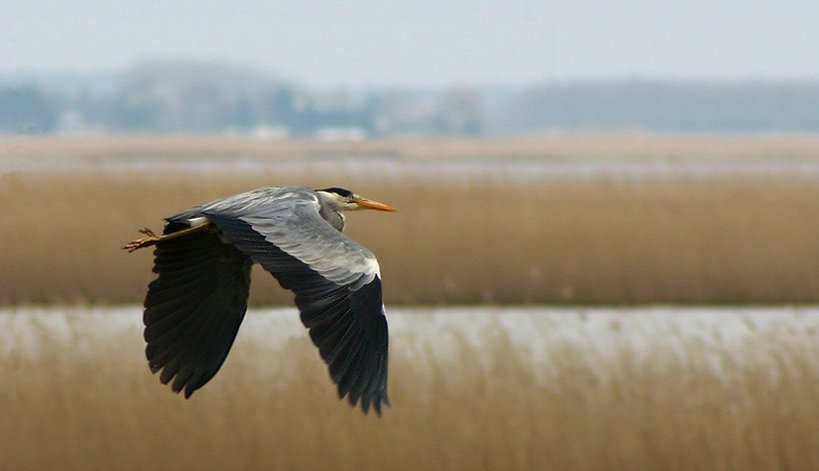
Blauwe reiger

Bij glijvlucht daalt een vogel met uitgespreide vleugels, dus zonder vleugelslag, langzaam onder invloed van de zwaartekracht.
Vogels die hier goed in zijn, zijn onder andere pelikanen, reigers, ooievaars, de kraanvogels en enkele grote roofvogels als buizerds, de arenden en gieren. Deze vogels hebben een glijgetal van 10, wat wil zeggen dat ze 10 meter horizontaal afleggen per 1 meter daling.
Een nog hoger glijgetal, namelijk 20, hebben albatrossen. Het hoogste glijgetal echter komt niet toe aan een vogel, maar aan zweefvliegtuigen, zij kunnen een glijgetal tussen 25 en 60 hebben.

### Het glijgetal
Het glijgetal wordt berekend door de afgelegde afstand in het horizontale vlak te delen door de totale verticale daling. 
Een voorbeeld: een ooievaar start vanaf zijn nest 10 meter boven de grond. Na een glijvlucht landt hij 100 meter verder op de grond. Zijn glijgetal is dan {\displaystyle 100/10=10}.

## Slag- en glijvlucht
Bij slag- en glijvlucht wisselt een vogel korte series vleugelslagen (waarbij hoogte gewonnen wordt) af met korte perioden waarin met uitgespreide vleugels gegleden wordt (waarbij langzaam gedaald wordt). Vogels die de glijvlucht toepassen, maken ook gebruik van de slag- en glijvlucht.

## Golvende vlucht
Bij golvende vlucht wisselt een vogel korte series vleugelslagen af met korte perioden waarin de vleugels geheel opgevouwen zijn.
In het dal van de golf wordt met vleugelslagen voldoende vaart gemaakt, waarna op de top de vleugels geheel opgevouwen worden.
Golvende vlucht komt voor bij vogels van het formaat specht en kleiner. Deze vogels vouwen liever tijdelijk hun vleugels op, dan dat ze met uitgespreide vleugels glijden. Voor hen weegt het voordeel van een glijvlucht niet op tegen het op snelheid blijven bij de duikvlucht met geheel opgevouwen vleugels.
Voorbeelden van vogels die golvende vlucht gebruiken zijn enkele soorten spechten, n.l. de groene specht en de grote bonte specht, alle kwikstaarten en alle soorten vinken.

## Zweefvlucht
Bij zweefvlucht laat een vogel zich met uitgespreide vleugels, dus zonder vleugelslag, op stijgwinden omhoog voeren.
Typische zweefvliegers als buizerds en arenden hebben grote, brede vleugels. Ze zijn niet gebouwd om grote afstanden in normale slagvlucht af te leggen. In thermiekbellen laten ze zich, met slechts nu en dan een vleugelslag, cirkelend omhoog voeren. Als de thermiekbel ten slotte zijn kracht verliest, glijden ze langzaam omlaag naar de volgende thermiekbel.
Er bestaan drie soorten zweefvlucht:
- hellingzweven
- thermiekzweven
- dynamisch zweven

## Trivia
- Wanneer vanuit de lucht iets wordt bekeken om bijvoorbeeld een totaaloverzicht te bespreken, wordt wel gesproken van "vogelperspectief", "vogelvluchtperspectief", of, in het Engels: helicopter view.